# Airmadidi
Airmadidi (oder Ajermadidi) ist ein Ort in der indonesischen Provinz Nordsulawesi (indonesisch Sulawesi Utara). Der Name des Ortes bedeutet so viel wie kochendes Wasser und weist auf die Mineralquellen der Region hin. Hauptattraktion Airmadidis sind die Warugas, Steingräber der hier lebenden Minahasa aus vorchristlicher Zeit.

## Geographie
Airmadidi ist der Hauptort des Regierungsbezirks (Kabupaten) Nordminahasa. Er liegt im Distrikt Airmadidi (Kecamatan).
Der Ort liegt 17 km südöstlich der Stadt Manado und 26 km westlich von Bitung. Etwa sechs Kilometer nordöstlichen liegt sich der Vulkan Klabat, weitere 15 bis 20 Kilometer südwestlich befinden sich Mahawu und Lokon.

## Persönlichkeiten
- Nicolaas Philip Tendeloo (1864–1945), niederländischer Pathologe